# Sousel
Sousel est une municipalité (en portugais : concelho ou município) du Portugal, située dans le district de Portalegre et la région de l'Alentejo.

## Géographie
Sousel est limitrophe :
- au nord, de Aviz et Fronteira,
- à l'est et au sud, de Estremoz,
- au sud-ouest, de Arraiolos,
- à l'ouest, de Mora.

## Démographie
| 1801  | 1849  | 1900  | 1930  | 1960   | 1981  | 1991  | 2001  | 2004  |
| ----- | ----- | ----- | ----- | ------ | ----- | ----- | ----- | ----- |
| 1 492 | 4 627 | 5 906 | 8 531 | 10 578 | 7 259 | 6 150 | 5 780 | 5 579 |

| 2011  | - | - | - | - | - | - | - | - |
| ----- | - | - | - | - | - | - | - | - |
| 5 074 | - | - | - | - | - | - | - | - |

## Subdivisions
La municipalité de Sousel groupe 4 freguesias :
- Cano
- Casa Branca
- Santo Amaro
- Sousel